# SpaceLoft XL
SpaceLoft XL – komercyjna rakieta sondażowa firmy UP Aerospace zdolna do lotów suborbitalnych i bezpiecznego powrotu ładunku na Ziemię. Rakieta potrafi wynieść ładunek 36 kg na wysokość 115 km. Linię Karmana przekracza już po 60 sekundach lotu. Standardowa misja trwa ok. 13 minut, w tym 4 minuty w stanie nieważkości.

## Chronologia lotów[2]
1. 25 września 2006, 20:14 GMT; s/n ?; miejsce startu: Spaceport America, USA
Ładunek: lot testowy; Uwagi: start nieudany – nieplanowany efekt aerodynamiczny spowodował upadek rakiety na pustynię; osiągnięto wysokość 12 km
2. 28 kwietnia 2007, 14:56 GMT; s/n ?; miejsce startu: Spaceport America, USA
Ładunek: prochy 201 ludzi, w tym Gordona Coopera i Jamesa Doohana, dla firmy Celestis; Uwagi: start udany
3. 2 maja 2009, ??:?? GMT; s/n ?; miejsce startu: Spaceport America, USA
Ładunek: Wybrane eksperymenty meksykańskich studentów; Uwagi: start częściowo udany - nie osiągnięto przestrzeni kosmicznej
4. 4 maja 2010, ??:?? GMT; s/n ?; miejsce startu: Spaceport America, USA
Ładunek: Wybrane eksperymenty meksykańskich studentów; Uwagi: start udany - apogeum rakiety wynosiło ok. 110 km.
5. 20 maja 2011, 15:21 GMT; s/n ?; miejsce startu: Spaceport America, USA
Ładunek: eksperymenty dla NASA; Uwagi: start udany - rakieta wzniosłą się na wysokość 118 km. Ładunek odzyskano.
6. 5 kwietnia 2012, ??:?? GMT; s/n ?; miejsce startu: Spaceport America, USA
Ładunek: eksperymenty dla NASA; Uwagi: start udany
7. 21 czerwca 2013, ??:?? GMT; s/n ?; miejsce startu: Spaceport America, USA
Ładunek: ciąg dalszy eksperymentów dla NASA; Uwagi: start udany - rakieta wzniosłą się na wysokość 119 km.